# Grand Prix Viborg
Der Grand Prix Viborg (kurz: GP Viborg oder früher: Destination Thy) ist ein dänisches Straßenradrennen. Das Eintagesrennen wird in der Region von Viborg ausgetragen und hat etwa eine Länge von 190 km.
Erstmals wurde das Radrennen 2013 ausgetragen. Seitdem ist es Teil der UCI Europe Tour und dort in der Kategorie 1.2 eingestuft.

## Sieger
- 2017  Kasper Asgreen
- 2016  Johim Ariesen
- 2015  Oscar Landa
- 2014  Magnus Cort Nielsen
- 2013  Constantin Zaballa